# Mary Woronov
Mary Woronov (ur. 8 grudnia 1943 w dzielnicy Brooklyn w Nowym Jorku, USA), amerykańska aktorka.